# Marian Kogler
Marian Kogler (* 19. Dezember 1991 in Wien) ist ein österreichischer Informatiker. 2009 war er mit 17 Jahren Österreichs jüngster Diplomingenieur. Er war Doktorand an der Martin-Luther-Universität Halle-Wittenberg in Halle.

## Leben
Marian Kogler erwies sich früh als hochbegabt, lernte bereits mit zweieinhalb Jahren lesen und mit vier das große Einmaleins. Er übersprang zwei Klassen am Gymnasium und begann neben der Schule 2005 ein Studium an der TU Wien, 2007 machte er mit 15 Matura, 2009 schloss er das Studium der Informatik mit der von Rudolf Freund betreuten Diplomarbeit Controlled Use of Partitionings of Rule Sets in (Tissue) P Systems ab.
Vom Sommersemester 2010 bis 2016 forschte er in Halle am Lehrstuhl für Theoretische Informatik
bei Ludwig Staiger im Bereich Algorithmische Informationstheorie am Thema der Beschreibungskomplexität, die versucht, lange Zahlenfolgen kürzer zu beschreiben. 2016 wechselte er zu einem Leipziger Beratungsunternehmen im Bereich der IT-Sicherheit und IT-Forensik. 2018 gründete er sein eigenes Unternehmen, die syret GmbH in Halle an der Saale, für das er als Geschäftsführer tätig ist. Die syret GmbH berät Unternehmen und öffentliche Einrichtungen im deutschsprachigen Raum zu Fragen der IT-Sicherheit und führt Penetrationstests, Notfallübungen und digitalforensische Untersuchungen durch.

## Autor
In seinem 2010 erschienenen Buch Gemischte Gefühle stellt er seine Schwierigkeiten als Hochbegabter an Schule und Hochschule dar und fordert eine verbesserte Förderung dieser Gruppe.

## Werke
- Gemischte Gefühle und anderer Zeitvertreib. Erfahrungen und Einsichten eines Hochbegabten, Seifert, Wien 2010, ISBN 9783902406712.